# Stara Wieś (Chełmce)
Stara Wieś – część wsi Chełmce w Polsce położona w województwie świętokrzyskim, w powiecie kieleckim, w gminie Strawczyn.
W latach 1975–1998 Stara Wieś administracyjnie należała do województwa kieleckiego.